# Spudaea khala
Spudaea khala är en fjärilsart som beskrevs av Charles E. Rungs 1972. Spudaea khala ingår i släktet Spudaea och familjen nattflyn. Inga underarter finns listade i Catalogue of Life.